# 林文澧
林文澧（1374年—？），字有蘭，福建福州府懷安縣八都人，明朝政治人物。進士出身。

## 生平
永樂六年（1408年）舉戊子科應天鄉試，為《春秋》經魁。永樂十年（1412年），登壬辰科進士，授监察御史。

## 家族
曾祖林春。祖父林亨。父亲林進堡。